# Bojadła
Bojadła (niem. Boyadel) – wieś w Polsce położona w Kotlinie Kargowskiej w województwie lubuskim, w powiecie zielonogórskim, w gminie Bojadła.
Do Bojadeł należał przysiółek Karczemka, od 2024 r. samodzielna osada.
Obecna nazwa została administracyjnie zatwierdzona 12 listopada 1946 roku. W latach 1954–1972 wieś należała i była siedzibą władz gromady Bojadła. W latach 1975–1998 miejscowość administracyjnie należała do ówczesnego województwa zielonogórskiego. Miejscowość jest siedzibą gminy Bojadła.
Przez wieś przebiegają drogi wojewódzkie nr 278 oraz nr 282. We wsi był przystanek kolejowy Bojadła.
| SIMC    | Nazwa     | Rodzaj     |
| ------- | --------- | ---------- |
| 0907898 | Karczemka | przysiółek |

## Historia
Pierwsze wzmianki o wsi pochodzą z końca XII wieku. W latach 1579–1904 należała do rodu Kottwitzów. W Bojadłach, powstało pierwsze w Polsce kino wiejskie "Start".

## Zabytki
Do wojewódzkiego rejestru zabytków wpisane są:
- kościół ewangelicki, obecnie rzymskokatolicki, parafialny pod wezwaniem św. Teresy od Dzieciątka Jezus, szachulcowy, z 1757 roku
- plebania, klasycystyczna z początku XVIII/XIX wieku
- zespół pałacowo-parkowy, z 1735 roku:
  - pałac z połowy XVIII wieku, piętrowy budynek wybudowany na planie podkowy z centralnie umieszczonym ryzalitem frontowym zwieńczony trójkątnym tympanonem. Nad oknem na pierwszym piętrze kartusz z herbami Davida Heinricha von Kottwitz (po lewej) i Barbary Elisabeth von Dyhrn/Dyherrn (po prawej)
  - dwie oficyny
  - dwie kordegardy
  - park.

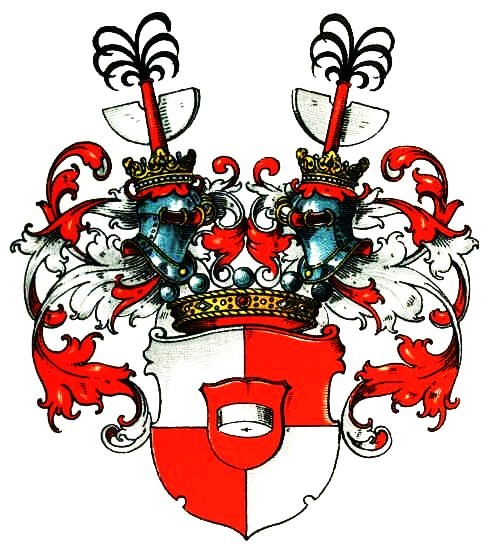
Herb Davida Heinricha von Kottwitz
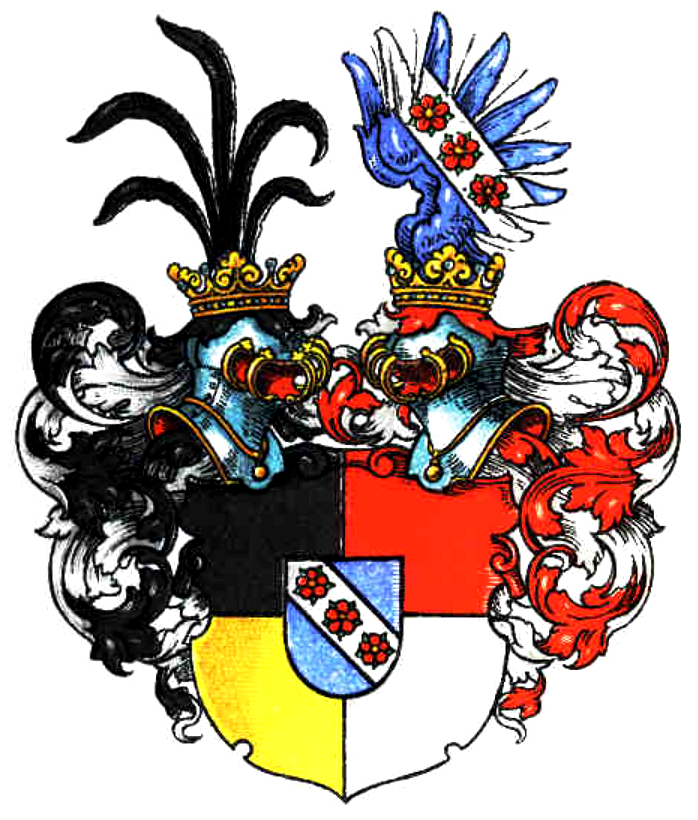
Herb Barbary Elisabeth von Kottwitz Dyhrn/Dyherrn
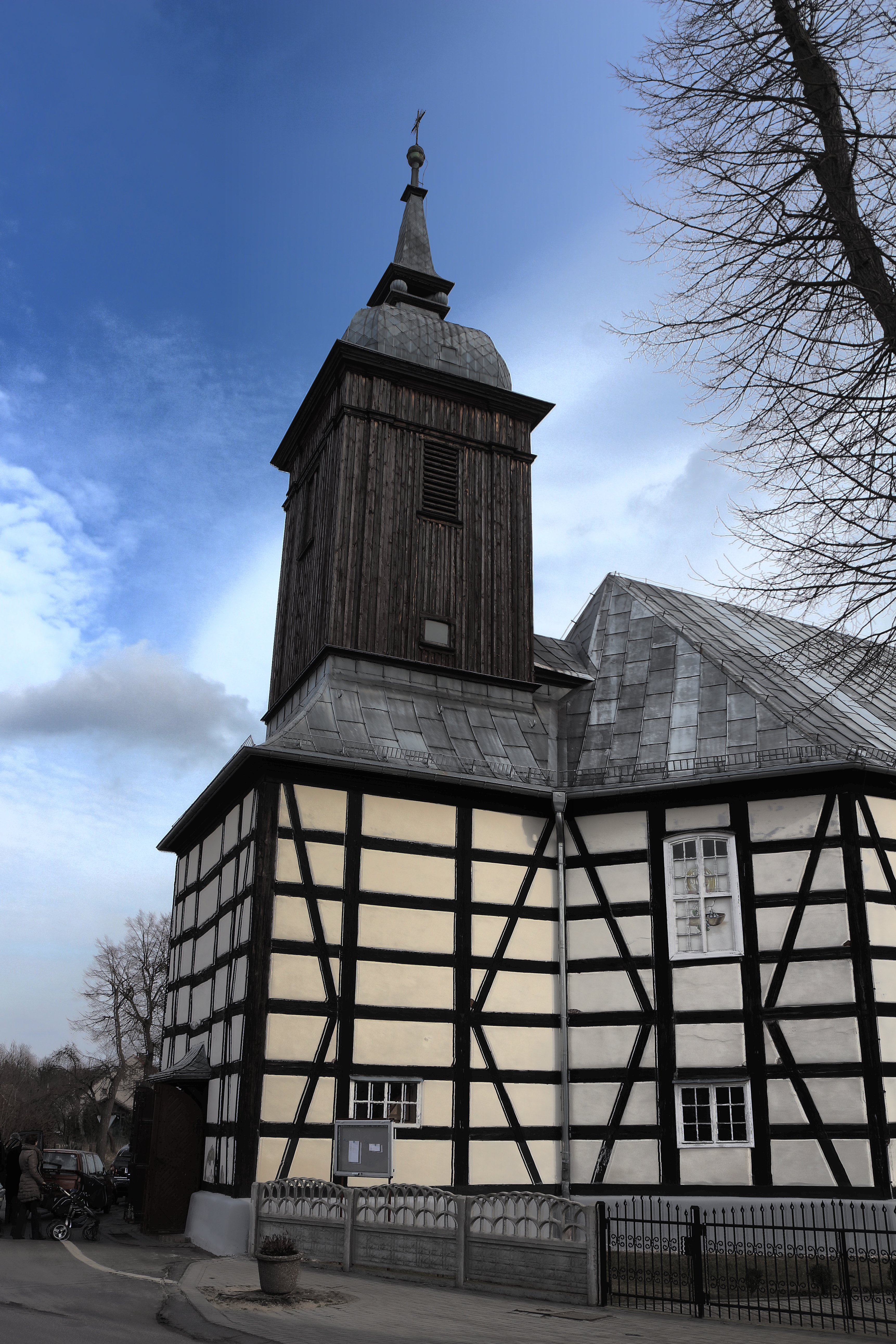
Kościół
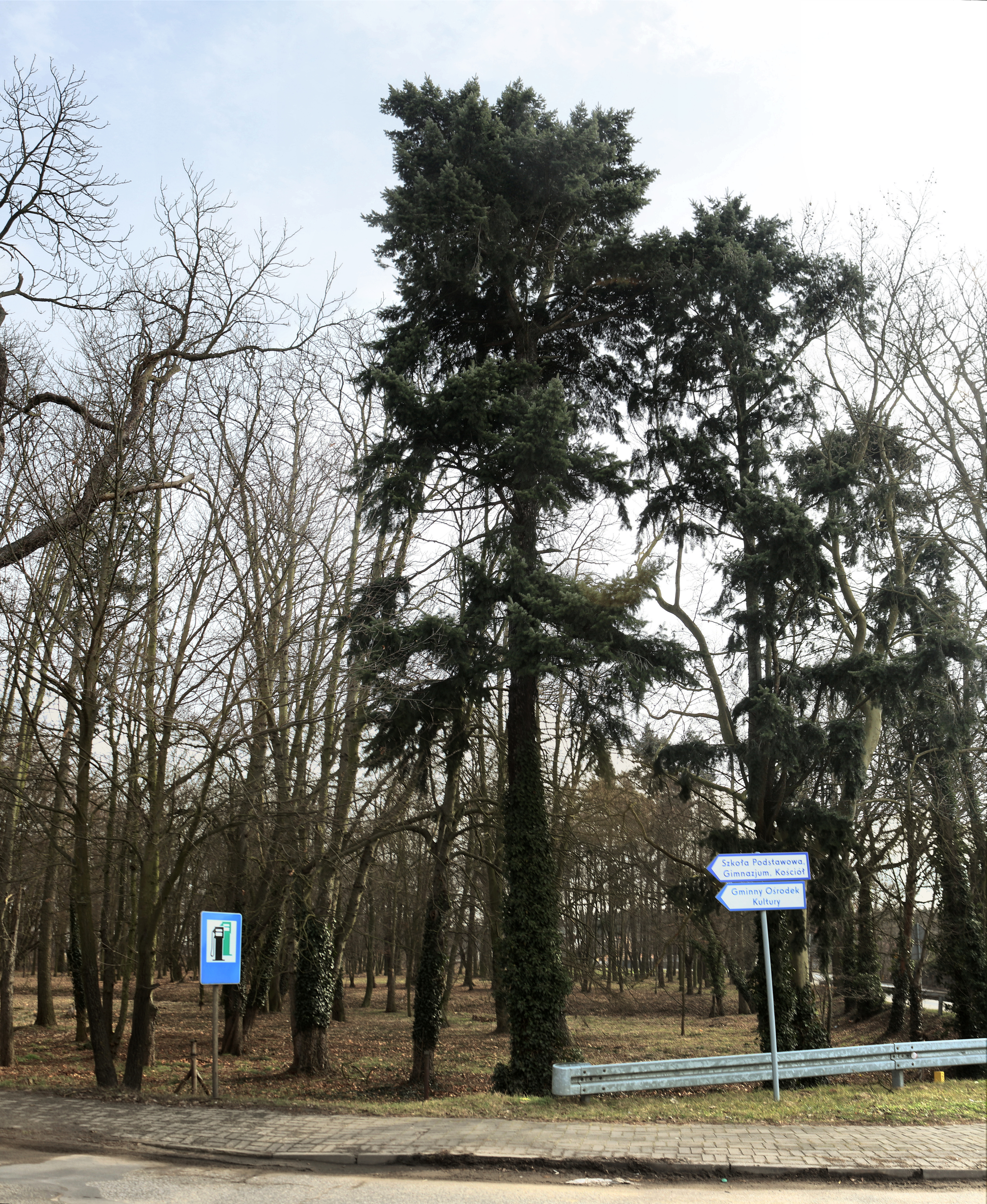
Park